# Benjamín Grau

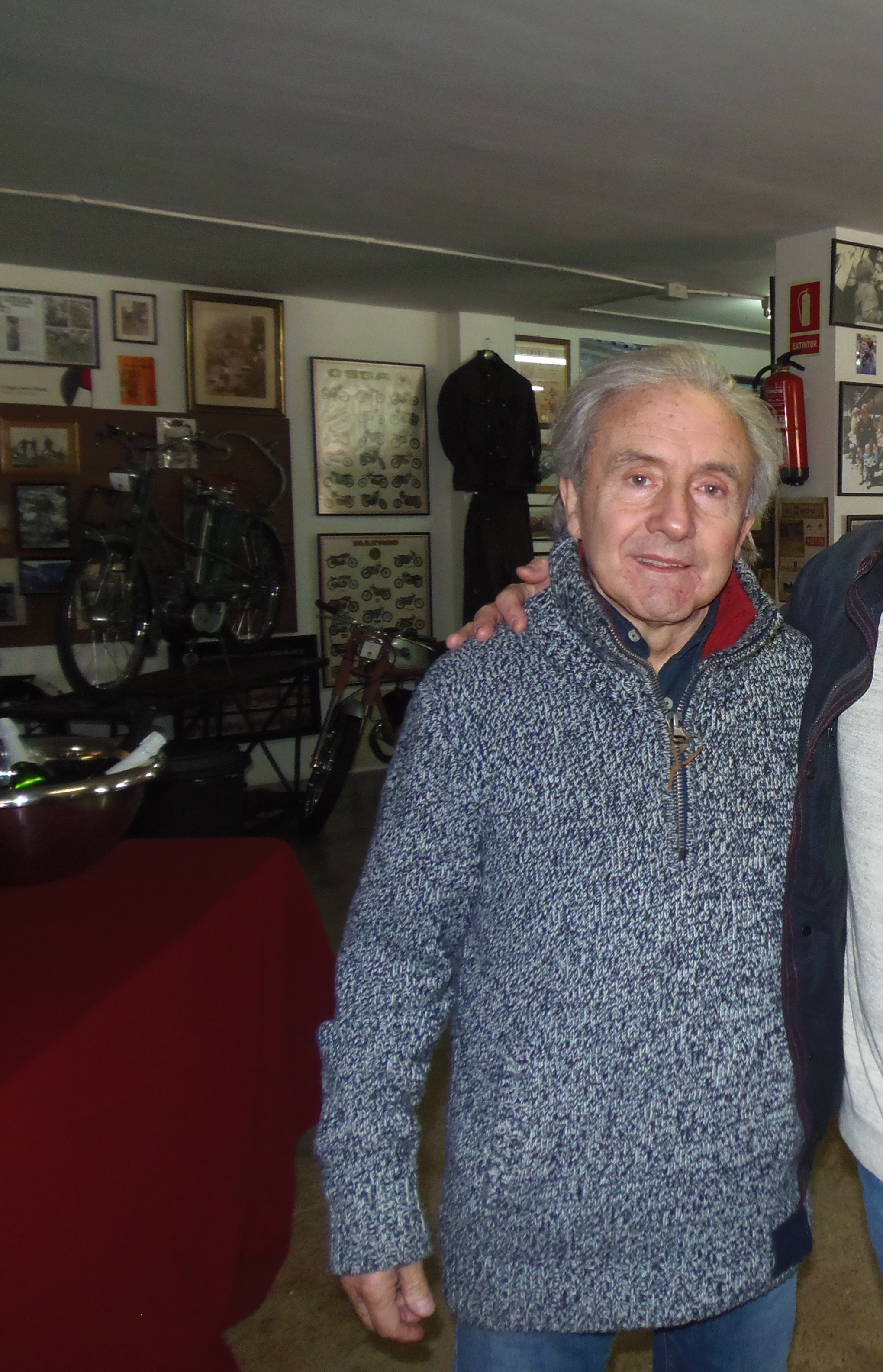
Benjamín Grau in 2017.

Benjamín Grau y Marín (Barcelona, 19 augustus 1945) is een Spaans voormalig motorcoureur. Hij is eenmalig Grand Prix-winnaar in het wereldkampioenschap wegrace.

## Carrière
Grau raakte geïnteresseerd in de motorsport via de motorwinkel van zijn vader. Gedurende zijn carrière als coureur reed hij in verschillende disciplines, waaronder het endurance en het wegrace, maar zijn specialiteit was de heuvelklim. Zo won hij de Subida a Sant Feliu de Codines in 1970 en de Subida de a la Rabassada in 1977. Hij was desondanks ook succesvol in de endurance: hij won zeven keer de 24 uur van Montjuïc, vaak samen met Salvador Cañellas, en behaalde ook goede resultaten in de 1000 kilometer van Mugello en de 24 uur van Le Mans Moto. In 1977 won hij voor Honda, samen met Jacques Luc, de titel in het Europees kampioenschap endurance.
In 1967 debuteerde Grau in het wereldkampioenschap wegrace, waarin hij in de 50 cc-race in Spanje op een Derbi direct zijn eerste podiumplaats behaalde. In hetzelfde evenement reed hij ook in de 125 cc-race, maar kwam hierin niet aan de finish. In 1968 reed hij opnieuw in deze klassen in zijn thuisrace, maar scoorde hierin geen punten. In 1970 scoorde hij, wederom in Spanje, zijn eerste punt in de 125 cc met een tiende plaats. In 1971 reed hij voor Bultaco in zowel de 50 cc-, 125 cc- en 500 cc-klasses in zijn thuisrace. In de 125 cc werd hij achtste en in de 500 cc vierde.
In 1972 reed Grau voor het eerst WK-races buiten Spanje. In de 50 cc reed hij, buiten zijn thuisrace, ook in België, terwijl hij in de 125 cc naast Spanje ook in Finland reed. In 1973 reed hij in de 50 cc-races in Italië en België, waarin hij geen punten scoorde. In 1974 reed hij in de 125 cc in Finland en Tsjecho-Slowakije, voordat hij in zijn thuisrace zijn enige Grand Prix-zege behaalde.

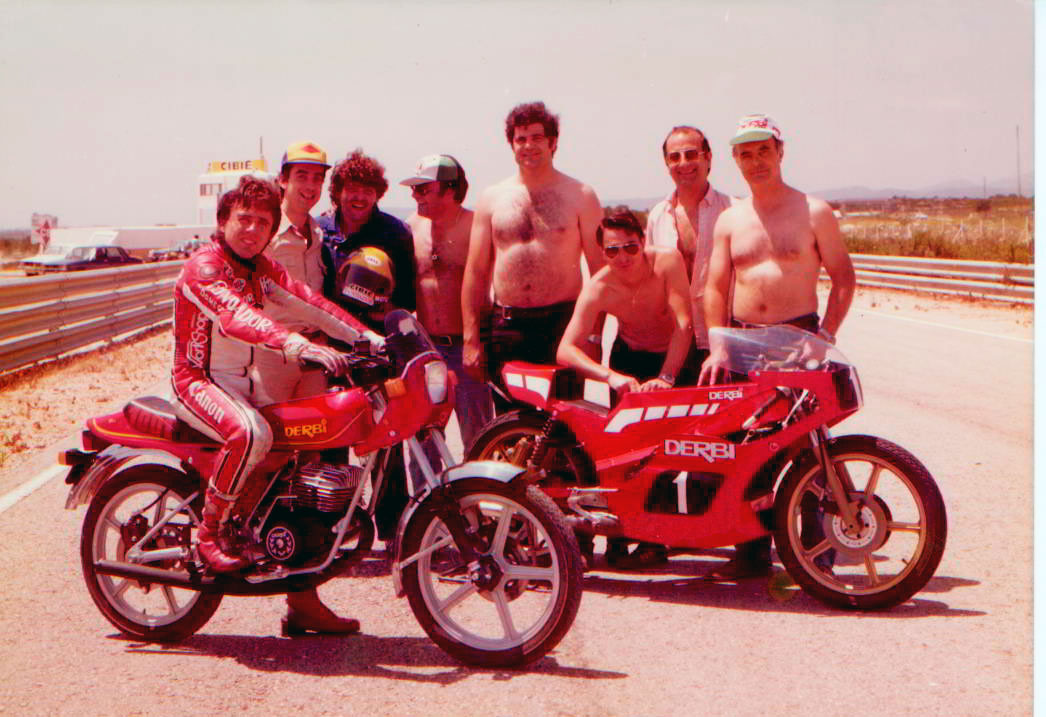
Benjamín Grau (op de motorfiets) op het Circuito de Calafat in 1980.

In 1975 debuteerde Grau in het WK 250 cc, waarin hij in Spanje een podiumplaats behaalde. In de 125 cc startte hij in hetzelfde evenement vanaf pole position, maar reed hij de race niet uit. In 1977 schreef hij zich in zijn thuisrace in voor de 250 cc- en 350 cc-races, maar kwam hierin niet aan de finish. In 1978 reed hij op een Yamaha in de eerste drie races van het WK 250 cc, waarin hij geen WK-punten scoorde. In 1980 reed hij zijn laatste thuis-GP in de 125 cc op een Derbi, maar reed de race niet uit.
Grau bleef na zijn carrière in het WK wegrace nog tot de jaren '90 actief als motorcoureur. Daarna reed hij nog een aantal amateurraces. Ook nam hij deel aan veteranenraces, waarin hij meerdere overwinningen boekte. In 2007 reed hij op 61-jarige leeftijd zijn laatste race in de 24 uur van Montmeló op een Suzuki. In 2019 racht de motorclub van La Bañeza een eerbetoon aan Grau; zij vernoemden een bocht op het stratencircuit Circuito Urbano de La Bañeza naar hem.